# منطقه مرکزی مالت
منطقه مرکزی مالت (به لاتین: Central Region, Malta) یک از مناطق پنچ‌گانه کشور مالت است که مرکز آن شهر سان گوان می‌باشد.

## خصوصیات
منطقه مرکزی مالت ۲۳٫۶ کیلومترمربع مساحت و ۱۱۲٬۷۵۱ نفر جمعیت دارد.